# System zarządzania bezpieczeństwem w transporcie kolejowym
System zarządzania bezpieczeństwem, Safety Management System, potocznie: SMS – usystematyzowany zbiór zasad, reguł i procedur oraz działania przyjęte przez zarządcę infrastruktury i przewoźnika kolejowego dla zapewnienia wysokiego poziomu bezpieczeństwa świadczonych usług. W systemie diagnozuje się zagrożenia, sprawdza aktualny stan bezpieczeństwa oraz wdraża się działania zapobiegawcze. System ma na celu wypełnienie wspólnych celów bezpieczeństwa (CST) Unii Europejskiej oraz zapewnienie zgodności ze wymogami bezpieczeństwa ustanowionymi w technicznych specyfikacjach interoperacyjności (TSI).
Państwa członkowskie UE mogą zwalniać z obowiązku stosowania się do dyrektyw dot. bezpieczeństwa kolejowego systemy transportu szynowego nieobjęte wymaganiami wspólnoty europejskiej dot. interoperacyjności i licencjonowania, takie jak metro, tramwaje, kolej lekka.

## Historia
Parlament i rada europejska od czasu dyrektywy Rady 91/440/EWG z dnia 29 lipca 1991 r. w sprawie rozwoju kolei wspólnotowych kontynuowali prace nad stworzeniem jednego rynku kolejowych usług transportowych. Niezbędne były działania mające na celu stworzenie jednolitych regulacji i procedur dotyczących bezpieczeństwa kolei. Różnice w regulacjach, podejściu i kulturze zarządów kolei państw wspólnoty europejskiej stawiały bariery techniczne utrudniające międzynarodową działalność transportową kolei. Pierwsze kroki w celu utworzenia jednolitych przepisów bezpieczeństwa i certyfikacji przedsiębiorstw kolejowych wdrożono przez Dyrektywę 91/440/EWG i dyrektywę Rady 95/18/WE z 19 lipca 1995r. w sprawie przyznawania licencji przedsiębiorstwom kolejowym, oraz dyrektywę 2001/14/WE Parlamentu Europejskiego i Rady z dnia 26 lutego 2001 r. w sprawie alokacji zdolności przepustowej, (...), oraz certyfikacji w zakresie bezpieczeństwa. Parlament Europejski i Rada Unii w Dyrektywie o Bezpieczeństwie Kolei 2004/49/WE stwierdzili, że dotychczasowe regulacje były niewystarczające, i potrzeba prac nad dalszym ujednolicaniem przepisów dotyczących bezpieczeństwa, zadań i ról władz, oraz badania wypadków kolejowych.
Od 22 lipca 2006 roku, w prawie krajowym, w konsekwencji II pakietu kolejowego, wprowadzono konieczność posiadania Systemu zarządzania bezpieczeństwem przez przewoźnika kolejowego oraz zarządcę infrastruktury kolejowej. Od tego czasu brak systemu SMS uniemożliwiał wydanie lub przedłużenie certyfikatu lub autoryzacji bezpieczeństwa, a w konsekwencji uniemożliwiał prowadzenie działalności zarządcy infrastruktury lub przewoźnika. Certyfikaty i autoryzacje bezpieczeństwa wydane wcześniej bez systemu SMS obowiązywały nie dłużej niż do 31 grudnia 2010 r.
Kształt i wymagania systemu zarządzania bezpieczeństwem zostały zmienione w 2010, oraz w 2018 w ramach rozporządzeń IV pakietu kolejowego.

## Podstawa prawna
W konsekwencji II pakietu kolejowego wprowadzono Ustawę z dnia 22 lipca 2006 r. o zmianie ustawy o transporcie kolejowym (Dz.U. z 2006 r. nr 144, poz. 1046), gdzie wymaganie posiadania systemu zarządzania bezpieczeństwem narzucane jest w procesie uzyskiwania autoryzacji bezpieczeństwa dla zarządcy infrastruktury, lub certyfikatu bezpieczeństwa dla przewoźnika kolejowego.
Systemy zarządzania bezpieczeństwem dawniej tworzyło się w oparciu o Dyrektywę o Bezpieczeństwie Kolei 2004/49/WE (CELEX: 32004L0049, II pakiet kolejowy), a później: Rozporządzenia Komisji UE 1158/2010 (CELEX: 32010R1158) i 1169/2010 (CELEX: 32010R1169) oraz uchylone Rozporządzenie Ministra Transportu w sprawie systemu zarządzania bezpieczeństwem (Dz.U. z 2007 r. nr 60, poz. 407).
Dzisiaj wymagania kształtu systemu określone są przez IV pakiet kolejowy: dla przewoźników kolejowych w Załączniku I, a dla zarządców infrastruktury w Załączniku II do Rozporządzenia delegowanej Komisji (UE) 2018/762 z dnia 8 marca 2018 r. (CELEX: 32018R0762).

## Kształt systemu
Wybrane elementy które znajdują się w dokumencie systemu zarządzania bezpieczeństwem
- Opis procedur utrzymania i eksploatacji: infrastruktury kolejowej, urządzeń sterowania ruchem, ruchu kolejowego, pojazdów kolejowych.
- Opis procedur i metod oceny ryzyka prowadzonej działalności.
- Sposób sprawowania nadzoru nad ryzykiem, postanowienia o audytach i kontrolach wewnętrznych związanych z systemem bezpieczeństwa.
- Program szkolenia pracowników.
- Przyjęte rozwiązania mające na celu umożliwienie wymiany informacji związanych z bezpieczeństwem oraz zgłaszaniem i dokumentowaniem zdarzeń kolejowych (wypadków i incydentów).
- Program poprawy bezpieczeństwa.

Zarządcy i przewoźnicy kolejowi tworzą systemy zarządzania bezpieczeństwem, tak aby systemy te:
- spełniały określone wymagania dostosowane do charakteru, rozmiaru i innych warunków prowadzonej działalności;
- zapewniały nadzór nad ryzykiem związanym z wprowadzeniem przez zarządców i przewoźników kolejowych nowych rozwiązań technicznych i technologicznych, łącznie z ryzykiem podwykonawców, dostawców materiałów i usług związanych z utrzymaniem;
- uwzględniały ryzyko społeczne oraz ryzyko działalności osób trzecich.

Wszystkie właściwe części systemu zarządzania bezpieczeństwem muszą być udokumentowane, w szczególności opisany musi być rozkład odpowiedzialności w strukturach organizacyjnych zarządcy infrastruktury lub przedsiębiorstwa kolejowego. Dokumentacja musi wskazywać, jak kierownictwo zapewnia kontrolę na różnych poziomach, jaki jest w tym udział pracowników i ich przedstawicieli na wszystkich poziomach oraz jak jest zapewniane ciągłe doskonalenie systemu zarządzania bezpieczeństwem.